# Рахела Леви Мићић
Рахела Леви Мићић (Београд, 28. мај 1903 — Београд, 1. октобар 1944) била је српски лекар јеврејског порекла, жртва Другог светског рата.

## Биографија
Рахела је рођена у Београду у јеврејској породици Леви. Отац јој се звао Бењамин, а мајка Дуда. По једним изворима рођена је 28. маја 1903. и девојачко презиме мајке је било Коси, а по другим изворима рођена је 22. маја 1900. и девојачко презиме мајке је било Коен. У неким изворима се њено име наводи као Ракела.
Завршила је Медицински факултет Универзитета у Београду 1926. године. Удала се за Боривоја Бору Мићића, адвоката из Лознице. Имали су двоје деце. Кћерка Вера (1940-1944) рођена је 27. фебруара 1940. у Крупњу, а син Верољуб рођен је 2. марта 1944. у Шапцу.
Током Другог светског рата била је лекар хирург у партизанској болници у Крупњу. Заједно са мужем и децом ухапшена је и одведена прво у Логор у Шапцу. У том логору муж јој је стрељан, а она је са децом пребачена 30. маја 1944. у Логор на Бањици. У том логору је било десетак мајки са сасвим малом децом. По пријему у Логор на Бањици распоређена је на рад у амбуланти. Логорашки број је био 22816. Поведена је на стрељање са обоје мале деце 1. октобра 1944. на Јеврејско гробље у Београду, где је и стрељана заједно са ћерком Вером. Син Верољуб је спашен „преко ограде” и касније је био инжењер у Београду.  Он је предат на чување деди по оцу и тетки Милици Шелић из Лознице.
Призор са ексхумације тела ње и њене ћерке приказан је у оквиру изложбе „Јеврејски логор Земун” 2012. године. Информације о њима биле су значајан део изложбе „Логор Бањица — Логораши” 2011-2013. године. Њена сестра Софија Леви (1887-1942) стрељана је такође у Логору на Бањици 18. новембра 1942.
Била је прва управница болнице у Крупњу. Њој у част постављена је спомен плоча 11. јула 2013. на објекту Дома здравља у Крупњу. Догађају је присуствовао амбасадор Израела у Србији Јосеф Леви, као и Рахелин син Верољуб Мићић. Одлуком од 28. децембра 2020. већи број улица општине Крупањ добио је имена, међу њима је и у Улица Рахеле Леви Мићић у селу Планина.